# Uperoleia gurrumuli
Uperoleia gurrumuli — вид безхвостих земноводних родини австралійських жаб (Myobatrachidae). Описаний у 2021 році.

## Назва
Видова назва gurrumuli вшановує Джеффрі Гуррумула Юнупінгу (1970-2017), музиканта та співака з народу йолнгу.

## Поширення
Ендемік Австралії. Поширений лише на островах Вессел в Арафурському морі. Він відомий лише з 3 зразків (одна самиця та дві молоді особини), зібраних у 1993 році, і встановлено, що це окремий вид за допомогою генетичного аналізу.